# Ceratodon vulcanicus
Ceratodon vulcanicus är en bladmossart som beskrevs av C. Müller 1897. Ceratodon vulcanicus ingår i släktet brännmossor, och familjen Ditrichaceae. Inga underarter finns listade i Catalogue of Life.